# غابرييل ماخت
غابرييل ماخت (بالإنجليزية:  Gabriel Macht)‏ ولد في 22 يناير 1972، هو ممثل أمريكي و مخرج أفلام، معروف بدور هارفي سبيكتر في مسلسل سوتس.

## نشأته
ولد ماخت في ذا برونكس، نيويورك، لأبوين يهوديين ولديه ثلاثة إخوه. نشأ في كاليفورنيا من سن الخامسة، وبعد تخرجه من مدرسة بيفرلي هيلز الثانوية التحق بجامعة كارنيجي ميلون للفنون الجميلة، حيث تخرج في عام 1994.

## حياته الشخصية
تزوج ماخت من الممثلة الأسترالية جاسيندا باريت في عام 2004. لديهما بنت اسمها ساتين ولدت عام 2007، و ابن ولد عام 2014.

## روابط خارجية
- غابرييل ماخت على موقع IMDb (الإنجليزية)
- غابرييل ماخت على موقع روتن توميتوز (الإنجليزية)
- غابرييل ماخت على موقع ألو سيني (الفرنسية)
- غابرييل ماخت على موقع أول موفي (الإنجليزية)
- غابرييل ماخت على موقع قاعدة بيانات الأفلام السويدية (السويدية)
- غابرييل ماخت على موقع إن إن دي بي (الإنجليزية)
- غابرييل ماخت على موقع قاعدة بيانات الفيلم (الإنجليزية)
- غابرييل ماخت على موقع كينوبويسك (الروسية)